# Rivermaya
Rivermaya es una influyente banda de rock de Filipinas, fundada en 1993 en Manila. La dirección musical ha evolucionado a través de simples estilos de rock, hard rock, pop, progresivo y otros géneros. Recientemente han lanzado su trabajo en Singapur, Tailandia, Malasia e Indonesia y han ganado la atención de los aficionados en todo el sudeste asiático.  La banda ha dado en conocer varios singles tales como "Liwanag sa Dilim [luz en la oscuridad]", "Ulan [lluvia]", "214", "Himala [Milagro]", "Kisapmata [Twinkle uno de los ojos]", "Hinahanap Kita-Hanap [Siempre en la búsqueda para usted]" , "Umaaraw, Umuulan [Sol, Lluvia]", "Alab Ng Puso [Pasión del Corazón]", "Usted será a prueba de aquí", "Balisong [cuchillo mariposa]", "Isang Bandila [Una Bandera]", "Sumigaw [Grito]", y "Sugal ng Kapalaran [Gamble de destino]". 

## Miembros
- Jayson Fernández
- Japs Sergio
- Mike Elgar
- Mark Escueta

### Antiguos miembros
- Rico Blanco
- Nathan Azarcón
- Bambú Mañalac
- Perfecto de Castro
- Rome Velayo
- Kenneth Ilagan
- Víctor "Kakoi" Legaspi
- Jessie Gonzales

## Discografía

### Álbumes de estudio
- Rivermaya (1994)
- Trip (1996)
- Atomic Bomb (1997)
- It's Not Easy Being Green (1999)
- Free (2000)
- Tuloy ang Ligaya (2001)
- Between the Stars and Waves (2003)
- Isang Ugat, Isang Dugo (2006)
- Buhay (2008)
- Closest Thing To Heaven (2009)

- Datos: Q3548093
- Multimedia: Rivermaya / Q3548093